# Azawakh
Azawakh tilhører de ældste mynder og er også kendt som afrikansk mynde og tuareghund i Norden. Blandt tuaregene i Sahel kaldes den Idii N'illeli.
| Dyr | Spire Denne artikel om dyr er en spire som bør udbygges. Du er velkommen til at hjælpe Wikipedia ved at udvide den. |